# 多良町
多良町（たらまち）は、佐賀県藤津郡にあった町。現在の藤津郡太良町の一部にあたる。

## 地理
多良川の流域に位置していた。
- 海洋：有明海[2]
- 山岳：多良岳、経ヶ岳[2]

## 歴史
- 1889年（明治22年）4月1日、町村制の施行により、藤津郡多良村、糸岐村が合併して村制施行し、多良村（たらむら）が発足[1][2]。旧村名を継承した多良、糸岐の2大字を編成[2]。
- 1890年（明治23年）糸岐郵便局が開設し、1934年（昭和9年）多良郵便局に改称[2]。
- 1914年（大正3年）高潮により大きな被害を受けた[2]。
- 1949年（昭和24年）多良村立診療所開設[2]
- 1953年（昭和28年）4月1日、町制施行し多良町となる[1][2]。
  - 同年、多良保育園開設[2]
- 1955年（昭和30年）2月11日、藤津郡大浦村と合併し太良町を新設して廃止された[1][2]。合併後、太良町大字多良・糸岐となる[2]。

## 産業
- 農業、商業、工業、漁業[2]
- 産物：米、麦、茶、楮[2]

## 交通

### 鉄道
- 1934年（昭和9年）鉄道省長崎本線が開通し多良駅開設[2]。

### 乗合自動車
昭和初期から運行。

## 教育
- 1947年（昭和22年）多良中学校開校[2]（現太良町立多良中学校）